# Indaco (colore)
L'indaco è uno dei colori dello spettro percepibile dall'occhio umano, compreso tra il blu e il violetto e classificato come "colore freddo". La lunghezza d'onda dell'indaco è tra 420 e 450 nanometri.

## Etimologia
Il colore indaco prende il nome dal colorante indaco derivato dalla pianta Indigofera tinctoria e specie affini. La tratta del colorante indaco perveniva nel Mediterraneo a partire dall'India. L'associazione dell'India con l'indaco si riflette nel termine greco per il colorante indikón (Ἰνδικόν, Indiano). I Romani latinizzarono il termine in indicum, che diventò poi indaco nei dialetti italiani.

## Storia

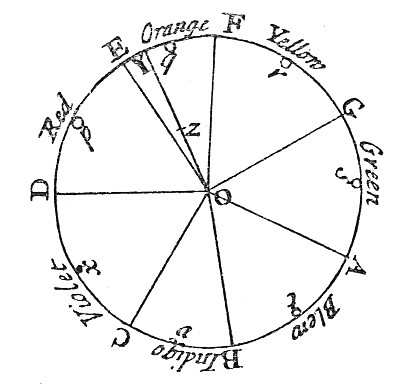
L'indaco è uno dei colori della ruota dei colori di Newton

Isaac Newton ha introdotto l'indaco come uno dei sette colori di base del suo lavoro. A metà del 1660, quando Newton acquistò un paio di prismi in una fiera vicino a Cambridge, la Compagnia delle Indie Orientali iniziò a importare la tintura di indaco in Inghilterra, soppiantando il guado come fonte di tintura blu. Nel famoso esperimento, cardine nella storia dell'ottica, il giovane Newton riconobbe che lo spettro aveva un continuum di colori, ma avendo deciso su sette colori per collegarli alle note di una scala maggiore occidentale, chiese a un amico di suddividere ripetutamente lo spettro proiettato dal prisma sul muro in sette: rosso, giallo, verde, blu e viola; insieme ad arancione, indaco:
(A Theory Concerning Light and Colors, Isaac Newton 1671)
Erano questi i toni in cui i colori apparivano più «pieni e vivaci».
L'indaco è considerato, da allora, come uno dei colori tradizionali dell'arcobaleno. James Clerk Maxwell e Hermann von Helmholtz accettarono l'indaco come nome appropriato per il colore che affianca il viola nello spettro.
Scienziati successivi concludono che Newton nominò i colori in modo diverso dall'uso attuale. Secondo Gary Waldman, "Un'attenta lettura dell'opera di Newton indica che il colore che chiamava indaco, normalmente chiameremmo blu; il suo blu è allora quello che chiameremmo verde-azzurro, ciano o celeste". Se questo è vero, i sette colori spettrali di Newton sarebbero stati:

## In natura

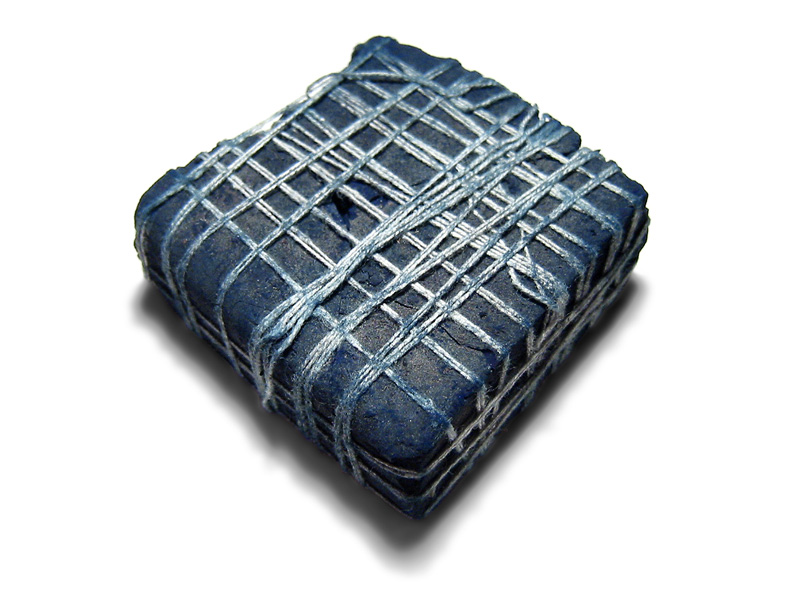

### Pigmenti e coloranti

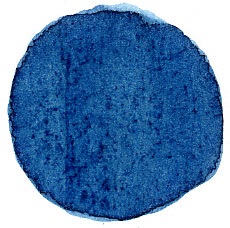
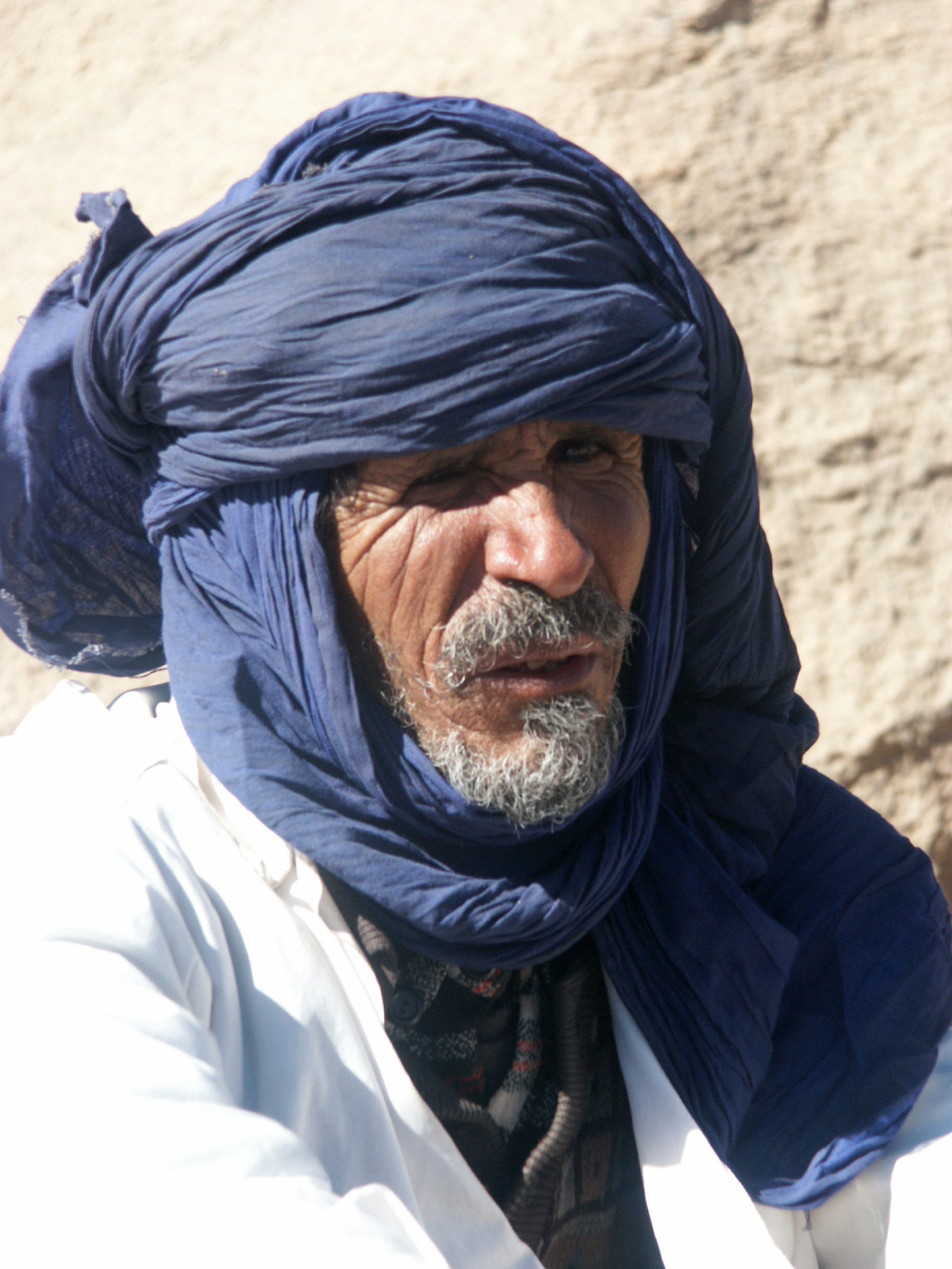
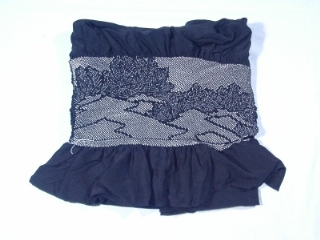
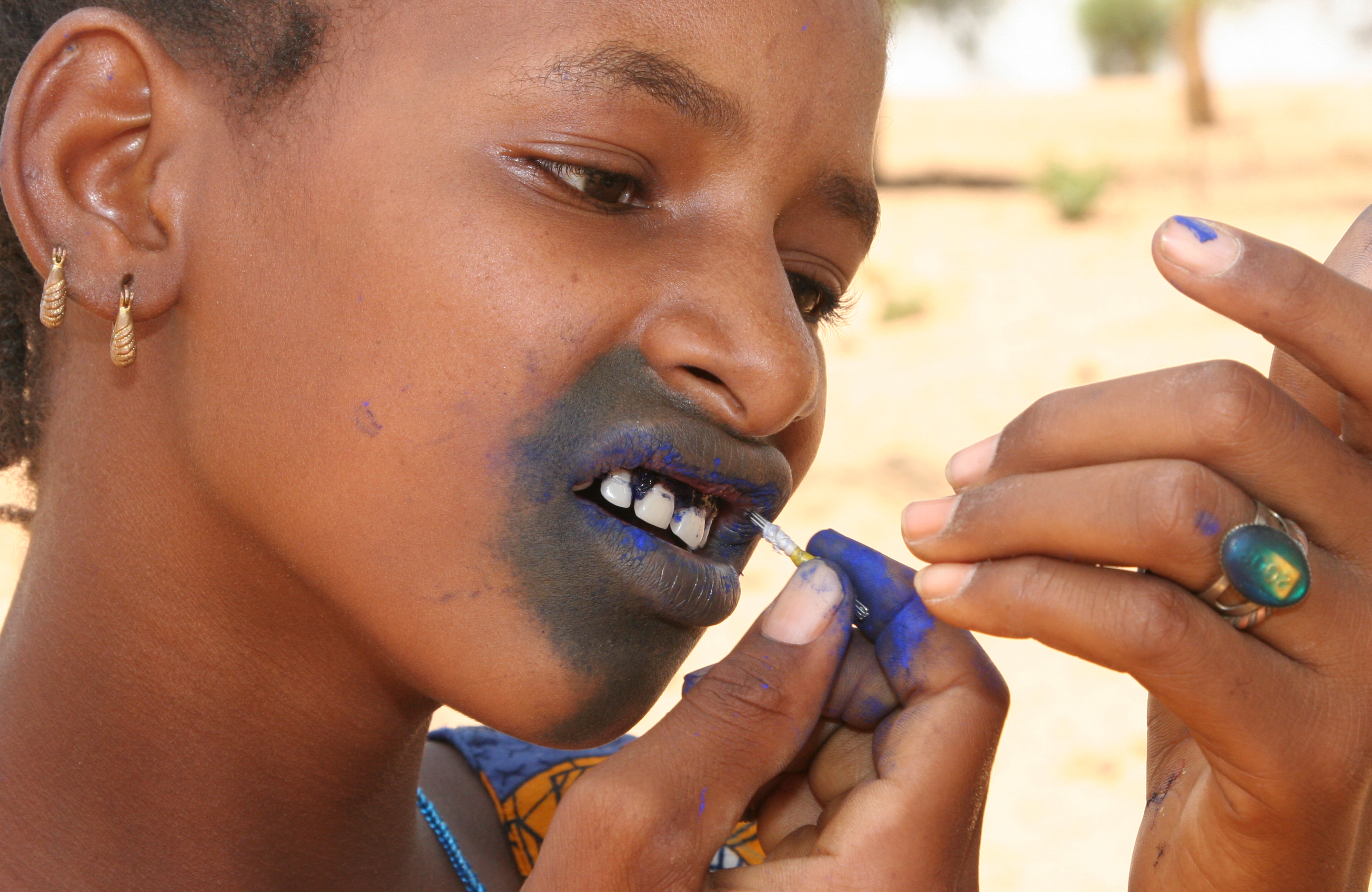

### RGB

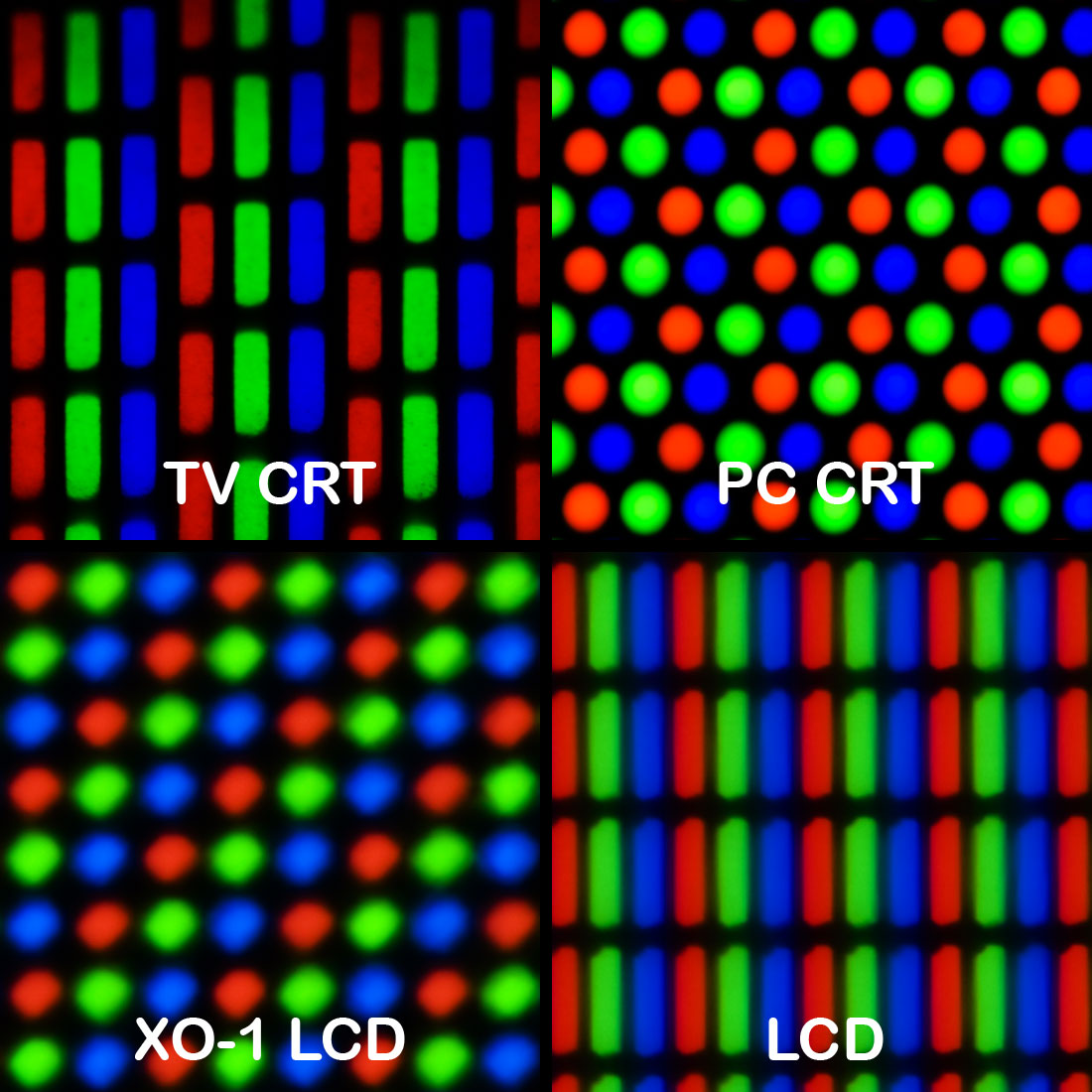

## Codifica

### CMYK
Per ottenere l'indaco, rispettando le coordinate spettrali di questa tonalità con una key plate CMYK, si allineano i parametri in: C: 90%; M: 76%; Y: 0%; K: 0%.

### HSV
Nella codifica HSV (tonalità, saturazione e valore), la tonalità del colore indaco è associata a un angolo di 255°, per cui il colore indaco è rappresentato dalla terna (255°; 100%; 100%), dove la saturazione e il valore del colore sono entrambi al loro valore massimo (100%).

### HSL
Nella codifica HSL (tonalità, saturazione e luminosità), la tonalità del colore rosso è associata a un angolo di 255°, per cui il colore rosso è rappresentato dalla terna (255°; 100%; 50%), dove la saturazione del colore è al loro valore massimo (100%), mentre la luminosità è al valore medio (50%).

### In HTML
Il colore Web chiamato "Indigo" è decisamente più vicino al violetto della tinta da cui prende il nome. È di fatto un viola e può essere ottenuto mischiando 50% di colore ciano e 50% di colore magenta.